# Сангвени, Сиябонга
Сиябо́нга Сангве́ни (зулу Siyabonga Sangweni; 29 сентября 1981, Эмпангени, ЮАР) — южноафриканский футболист, защитник. Выступал в сборной Южно-Африканской Республики.
Младший брат Сиябонги — Тамсанка Сангвени, играет в клубе «АмаЗулу».

## Биография
Перед тем, как в 2004 году перешёл в клуб «Утукела», играл в юношеской команде клуба «Роял Чифс». В 2005 году заключил контракт с клубом «Голден Эрроуз».
В сборной ЮАР играет с 2007 года.

## Голы
| № | Дата        | Место                          | Соперник | Счёт  | Итог  | Соревнование      |
| - | ----------- | ------------------------------ | -------- | ----- | ----- | ----------------- |
| 1 | 24 мая 2010 | Стадион «Орландо», Соуэто, ЮАР | Болгария | 1 — 1 | 1 — 1 | Товарищеский матч |